# Rismåla (naturreservat)
Rismåla är ett kommunalt naturreservat i Nybro kommun i Kalmar län.
Området är naturskyddat sedan 2005 och är 115 hektar stort. Reservatet består av en tätortsnära skog som till del domineras av lösa jordlager med inslag av kärrtorv medan andra delar domineras av morän.